# Veyretia caudata
Veyretia caudata är en orkidéart som först beskrevs av Ruy José Válka Alves, och fick sitt nu gällande namn av Joanna Mytnik-Ejsmont. Veyretia caudata ingår i släktet Veyretia och familjen orkidéer. Inga underarter finns listade i Catalogue of Life.